# 宝町 (太田市)
宝町（たからまち）は、群馬県太田市にある地名（町丁）。郵便番号は373-0042。

## 概要
宝泉地区にある町丁。

## 地理

### 近隣町丁
- 別所町
- 沖野町
- 西野谷
- 由良町

## 世帯数と人口
2022年（令和4年）3月31日現在の世帯数と人口は以下の通りである。
| 町丁 | 世帯数   | 人口   |
| ---- | -------- | ------ |
| 宝町 | 2101世帯 | 4463人 |

## 小・中学校の学区
市立小・中学校に通う場合、学区は以下の通りとなる。
| 番地 | 小学校             | 中学校             |
| ---- | ------------------ | ------------------ |
| 全域 | 太田市立宝泉小学校 | 太田市立宝泉中学校 |

## 交通

### 鉄道
町内に鉄道は通っていない。

## 施設
- 市営宝泉団地
- 県営宝泉団地
- フレッセイ宝泉店
- セブンイレブン太田宝泉店